# Liste des grandes franchises cinématographiques
 (février 2025).
Cette liste répertorie les franchises cinématographiques d'au moins quatre films et qui ont été exploités dans des salles de cinémas francophones. Le chercheur en économie du cinéma Claude Forest indique qu'en France, « un film n'est considéré comme tel que lorsqu'il sort dans une salle et qu'il a obtenu son visa d'exploitation ».
Les préquelle, reboot, crossover et les spin-off sont pris en compte. Le nombre d'étoiles suivant le titre du film indique son nombre d'entrées en France. Une étoile correspondant à plus d'un million d'entrées, deux étoiles à plus de deux millions d'entrées et ainsi de suite.

## Quatre films
| Franchises                                   | Premier film                                          | Deuxième film                                                   | Troisième film                                              | Quatrième film                                                 |
| -------------------------------------------- | ----------------------------------------------------- | --------------------------------------------------------------- | ----------------------------------------------------------- | -------------------------------------------------------------- |
| Alvin et les Chipmunks Comédie musicale      | Alvin et les Chipmunks * (décembre 2007)              | Alvin et les Chipmunks 2 * (décembre 2009)                      | Alvin et les Chipmunks 3 ** (décembre 2011)                 | Alvin et les Chipmunks : À fond la caisse * (février 2016)     |
| American Pie Comédie                         | American Pie ** (décembre 1999)                       | American Pie 2 *** (octobre 2001)                               | American Pie : Marions-les ! * (octobre 2003)               | American Pie 4 * (mai 2012)                                    |
| Avengers Fantastique                         | Avengers **** (mai 2012)                              | Avengers : L'Ère d'Ultron **** (mai 2015)                       | Avengers: Infinity War ***** (mai 2018)                     | Avengers: Endgame ****** (mai 2019)                            |
| Belle et Sébastien Aventures                 | Belle et Sébastien ** (décembre 2013)                 | Belle et Sébastien : L'aventure continue * (décembre 2015)      | Belle et Sébastien 3 : Le Dernier Chapitre * (février 2018) | Belle et Sébastien : Nouvelle Génération reboot (octobre 2022) |
| Bridget Jones comédie romantique             | Le Journal de Bridget Jones (film) ** (octobre 2001)  | Bridget Jones : L'Âge de raison (film) * (décembre 2004)        | Bridget Jones Baby * (octobre 2016)                         | Bridget Jones : Folle de lui (film) * (février 2025)           |
| Candyman Horreur                             | Candyman (janvier 1993)                               | Candyman 2 (août 1995)                                          | Candyman 3 : Le Jour des morts (août 1999)                  | Candyman (septembre 2021)                                      |
| Dragons (franchise) Action                   | Dragons * (mars 2010)                                 | Dragons 2 * (juillet 2014)                                      | Dragons 3 : Le Monde caché * (février 2019)                 | Dragons (film, 2025) spin-off ** (juin 2025)                   |
| Expendables Action                           | Expendables : Unité spéciale * (août 2010)            | Expendables 2 : Unité spéciale * (août 2012)                    | Expendables 3 * (août 2014)                                 | Expendables 4 (octobre 2023)                                   |
| Highlander Fantastique                       | Highlander **** (mars 1986)                           | Highlander : Le Retour * (février 1991)                         | Highlander 3 (janvier 1995)                                 | Highlander : Endgame (mai 2001)                                |
| Kung Fu Panda Animation                      | Kung Fu Panda **** (janvier 2009)                     | Kung Fu Panda 2 **** (Juin 2011)                                | Kung Fu Panda 3 **** (mars 2016)                            | Kung Fu Panda 4 **** (mars 2024)                               |
| L'Arme fatale Action                         | L'Arme fatale * (aout 1987)                           | L'Arme fatale 2 * (aout 1989)                                   | L'Arme fatale 3 **** (aout 1992)                            | L'Arme fatale 4 *** (juillet 1998)                             |
| La Momie AventuresFantastique                | La Momie *** (juillet 1999)                           | Le Retour de la momie ** (mai 2001)                             | Le Roi Scorpion spin-off (mai 2002)                         | La Momie : La Tombe de l'Empereur Dragon * (août 2008)         |
| La Vérité si je mens ! Comédie               | La Vérité si je mens ! **** (mai 1997)                | La Vérité si je mens ! 2 ******* (février 2001)                 | La Vérité si je mens ! 3 **** (février 2012)                | La Vérité si je mens ! Les débuts préquelle (octobre 2019)     |
| Le Transporteur Action                       | Le Transporteur (octobre 2002)                        | Le Transporteur 2 * (août 2005)                                 | Le Transporteur 3 * (novembre 2008)                         | Le Transporteur : Héritage reboot (septembre 2015)             |
| Les Visiteurs ComédieFantastique             | Les Visiteurs ************* (janvier 1993)            | Les Visiteurs 2 : Les Couloirs du temps ******** (février 1998) | Les Visiteurs en Amérique remake * (avril 2001)             | Les Visiteurs : La Révolution ** (avril 2016)                  |
| Lucky Luke Animation                         | Lucky Luke : Daisy Town ** (décembre 1971)            | Lucky Luke : La Ballade des Dalton * (octobre 1978)             | Lucky Luke : Les Dalton en cavale (décembre 1983)           | Lucky Luke : Tous à l'Ouest (décembre 2007)                    |
| Madagascar Animation                         | Madagascar *** (juin 2005)                            | Madagascar 2 ***** (décembre 2008)                              | Madagascar 3 : Bons Baisers d'Europe *** (juin 2012)        | Les Pingouins de Madagascar spin-off ** (décembre 2014)        |
| Matrix Science-Fiction                       | Matrix **** (juin 1999)                               | Matrix Reloaded ***** (mai 2003)                                | Matrix Revolutions *** (novembre 2003)                      | Matrix Resurrections (décembre 2021)                           |
| Men in Black Action                          | Men in Black ***** (août 1997)                        | Men in Black 2 **** (août 2002)                                 | Men in Black 3 ** (mai 2012)                                | Men in Black : International spin-off (juin 2019)              |
| One Piece Aventures Animation                | One Piece: Strong World (août 2011)                   | One Piece : Z (mai 2013)                                        | One Piece: Gold (novembre 2016)                             | One Piece: Red (août 2022)                                     |
| Rec Horreur                                  | Rec (avril 2008)                                      | Rec 2 (décembre 2009)                                           | Rec 3 : Génesis (avril 2012)                                | Rec 4 (novembre 2014)                                          |
| RoboCop Science-Fiction                      | RoboCop * (janvier 1988)                              | RoboCop 2 * (septembre 1990)                                    | RoboCop 3 (juillet 1993)                                    | RoboCop reboot (février 2014)                                  |
| Scary Movie ComédieHorreur                   | Scary Movie *** (octobre 2000)                        | Scary Movie 2 ** (juillet 2001)                                 | Scary Movie 3 * (décembre 2003)                             | Scary Movie 4 (juin 2006)                                      |
| Y a-t-il un flic... (saga) Comédie policière | Y a-t-il un flic pour sauver la reine ? * (mars 1989) | Y a-t-il un flic pour sauver le président ? * (Septembre 1991)  | Y a-t-il un flic pour sauver Hollywood ? (juillet 1993)     | Y a-t-il un flic pour sauver le monde ? (août 2025)            |

## Cinq films
| Franchises                     | Premier film                                                         | Deuxième film                                                                         | Troisième film                                                          | Quatrième film                                                               | Cinquième film                                                                  |
| ------------------------------ | -------------------------------------------------------------------- | ------------------------------------------------------------------------------------- | ----------------------------------------------------------------------- | ---------------------------------------------------------------------------- | ------------------------------------------------------------------------------- |
| American Nightmare Horreur     | American Nightmare (août 2013)                                       | American Nightmare 2: Anarchy (juillet 2014)                                          | American Nightmare 3: Élections (juillet 2016)                          | American Nightmare 4 : Les Origines préquelle * (juillet 2018)               | American Nightmare 5 : Sans Limites (août 2021)                                 |
| Astérix et Obélix Comédie      | Astérix et Obélix contre César ******** (février 1999)               | Astérix et Obélix : Mission Cléopâtre ************** (janvier 2002)                   | Astérix aux Jeux olympiques ****** (janvier 2008)                       | Astérix et Obélix : Au service de Sa Majesté **** (octobre 2012)             | Astérix et Obélix : L'Empire du Milieu **** (février 2023)                      |
| Chucky Horreur                 | Jeu d'enfant (avril 1989)                                            | Chucky : La poupée de sang (janvier 1991)                                             | La Fiancée de Chucky (mars 1999)                                        | Le Fils de Chucky (mars 2005)                                                | Child's Play : La Poupée du mal reboot (juin 2019)                              |
| Die Hard Action                | Die Hard : Piège de cristal (septembre 1988)                         | Die Hard : 58 Minutes pour vivre (octobre 1990)                                       | Die Hard : Une journée en enfer *** (août 1995)                         | Die Hard : Retour en enfer ** (juillet 2007)                                 | Die Hard : Belle journée pour mourir * (février 2013)                           |
| Evil Dead Horreur              | Evil Dead : L’opéra de la terreur (août 1983)                        | Evil Dead 2 (juillet 1987)                                                            | Evil Dead 3 : L'Armée des ténébres (janvier 1994)                       | Evil Dead reboot (mai 2013)                                                  | Evil Dead Rise (avril 2023)                                                     |
| Hunger Games Science-fiction   | Hunger Games * (mars 2012)                                           | Hunger Games : L'Embrasement *** (novembre 2013)                                      | Hunger Games : La Révolte 1/2 *** (novembre 2014)                       | Hunger Games : La Révolte 2/2 ** (novembre 2015)                             | Hunger Games : La Ballade du serpent et de l'oiseau chanteur ** (novembre 2023) |
| L'Exorciste Horreur            | L'Exorciste ***** (septembre 1974)                                   | L'Exorciste 2 : L'Hérétique (janvier 1978)                                            | L'Exorciste : La Suite (janvier 1991)                                   | L'Exorciste : Au commencement préquelle (novembre 2004)                      | L'Exorciste : Dévotion reboot (octobre 2023)                                    |
| Hannibal Lecter Thriller       | Le Sixième Sens (août 1986)                                          | Le Silence des agneaux *** (avril 1991)                                               | Hannibal ** (février 2001)                                              | Dragon rouge remake * (octobre 2002)                                         | Hannibal Lecter : Les Origines du mal (février 2007)                            |
| Ducobu Comédie                 | L'Élève Ducobu * (juin 2011)                                         | Les Vacances de Ducobu * (avril 2012)                                                 | Ducobu 3 * (février 2020)                                               | Ducobu président ! * (juillet 2022)                                          | Ducobu passe au vert * (avril 2024)                                             |
| Insidious Horreur              | Insidious (juin 2011)                                                | Insidious : Chapitre 2 (octobre 2013)                                                 | Insidious : Chapitre 3 (juillet 2015)                                   | Insidious : La Dernière Clé (janvier 2018)                                   | Insidious: The Red Door (juillet 2023)                                          |
| Indiana Jones Aventures        | Les Aventuriers de l'arche perdue ****** (septembre 1981)            | Indiana Jones et le Temple maudit ***** (septembre 1984)                              | Indiana Jones et la Dernière Croisade ****** (octobre 1989)             | Indiana Jones et le Royaume du crâne de cristal **** (mai 2008)              | Indiana Jones et le Cadran de la destinée ** (juin 2023)                        |
| Jack Ryan Action               | À la poursuite d'Octobre rouge * (août 1990)                         | Jeux de guerre * (octobre 1992)                                                       | Danger immédiat (octobre 1994)                                          | La Somme de toutes les peurs (juillet 2002)                                  | Jack Ryan : The Ryan Initiative reboot (janvier 2014)                           |
| Jason Bourne Action            | La Mémoire dans la peau (septembre 2002)                             | La Mort dans la peau * (septembre 2004)                                               | La Vengeance dans la peau * (août 2007)                                 | Jason Bourne : L'Héritage spin-off (septembre 2012)                          | Jason Bourne * (juillet 2016)                                                   |
| John Wick Action               | John Wick (octobre 2014)                                             | John Wick 2 (février 2017)                                                            | John Wick : Parabellum (mai 2019)                                       | John Wick : Chapitre 4 * (mars 2023)                                         | Ballerina (film, 2025) spin-off ** (juin 2025)                                  |
| Les Bodin's Comédie            | Mariage chez les Bodin's ************* (avril 2008)                  | Amélie au pays des Bodin's ******** (avril 2010)                                      | Les Bodin's en Thaïlande ******** (novembre 2021)                       | Les Bodin's enquêtent en Corse remake * (février 2024)                       | Les Bodin's partent en vrille ** (mars 2025)                                    |
| Les Tuche Comédie              | Les Tuche * (juillet 2011)                                           | Les Tuche 2 : Le Rêve américain **** (février 2016)                                   | Les Tuche 3 ***** (janvier 2018)                                        | Les Tuche 4 ** (décembre 2021)                                               | Les Tuche : God Save the Tuche ** (février 2025)                                |
| L'Âge de glace Animation       | L'Âge de glace *** (juin 2002)                                       | L'Âge de glace 2 ****** (avril 2006)                                                  | L'Âge de glace 3 : Le Temps des dinosaures ******* (juillet 2009)       | L’Âge de glace 4 : La Dérive des continents ***** (juin 2012)                | L'Âge de glace : Les Lois de l'Univers *** (juillet 2016)                       |
| La Coccinelle Comédie          | Un amour de Coccinelle *** (septembre 1969)                          | Le Nouvel Amour de Coccinelle ** (janvier 1975)                                       | La Coccinelle : A Monte-Carlo ** (février 1978)                         | La Coccinelle : A Mexico * (janvier 1981)                                    | La Coccinelle : Revient * (août 2005)                                           |
| Mad Max Science-fictionAction  | Mad Max ** (janvier 1982)                                            | Mad Max 2 : Le Défi *** (août 1982)                                                   | Mad Max : Au-delà du dôme du tonnerre ** (septembre 1985)               | Mad Max : Fury Road ** (mai 2015)                                            | Furiosa : Une saga Mad Max ** (mai 2024)                                        |
| Millénium Thriller             | Millénium * (mai 2009)                                               | Millénium 2 : La Fille qui rêvait d'un bidon d'essence et d'une allumette (juin 2010) | Millénium 3 : La Reine dans le palais des courants d'air (juillet 2010) | Millénium : Les Hommes qui n'aimaient pas les femmes remake * (janvier 2012) | Millénium : Ce qui ne me tue pas (novembre 2018)                                |
| Ocean Thriller                 | L'Inconnu de Las Vegas * (septembre 1961)                            | Ocean's Eleven reboot **** (février 2002)                                             | Ocean's Twelve ** (décembre 2004)                                       | Ocean's Thirteen * (juin 2007)                                               | Ocean's 8 spin-off (juin 2018)                                                  |
| Pirates des Caraïbes Aventures | Pirates des Caraïbes : La Malédiction du Black Pearl *** (août 2003) | Pirates des Caraïbes : Le Secret du coffre maudit ******* (août 2006)                 | Pirates des Caraïbes : Jusqu'au bout du monde ***** (mai 2007)          | Pirates des Caraïbes : La Fontaine de Jouvence **** (mai 2011)               | Pirates des Caraïbes : La Vengeance de Salazar *** (mai 2017)                   |
| Rambo Action                   | Rambo *** (mars 1983)                                                | Rambo 2 : La Mission ***** (octobre 1985)                                             | Rambo 3 * (octobre 1988)                                                | John Rambo (janvier 2008)                                                    | Rambo : Last Blood (septembre 2019)                                             |
| Sexy Dance Comédie             | Sexy Dance (novembre 2006)                                           | Sexy Dance 2 (avril 2008)                                                             | Sexy Dance 3 : The Battle (août 2010)                                   | Sexy Dance 4 : Miami Heat * (août 2012)                                      | Sexy Dance 5 : All in Vegas (juillet 2014)                                      |
| SOS Fantômes Science-Fiction   | SOS Fantômes ** (décembre 1984)                                      | SOS Fantômes 2 ** (décembre 1989)                                                     | SOS Fantômes reboot (août 2016)                                         | SOS Fantômes : L'Héritage (décembre 2021)                                    | SOS Fantômes : La Menace de glace (avril 2024)                                  |
| Toy Story Animation            | Toy Story ** (mars 1996)                                             | Toy Story 2 **** (février 2000)                                                       | Toy Story 3 **** (juillet 2010)                                         | Toy Story 4 **** (juin 2019)                                                 | Buzz l'Éclair spin-off * (juin 2022)                                            |
| Twilight Fantastique           | Twilight : Fascination ** (janvier 2009)                             | Twilight 2 : Tentation **** (novembre 2009)                                           | Twilight 3 : Hésitation *** (juillet 2010)                              | Twilight 4 : Révélation 1/2 *** (novembre 2011)                              | Twilight 5 : Révélation 2/2 **** (novembre 2012)                                |
| Underworld Fantastique         | Underworld (septembre 2003)                                          | Underworld 2 : Évolution (mars 2006)                                                  | Underworld 3 : Le Soulèvement des Lycans préquelle (février 2009)       | Underworld : Nouvelle Ère (février 2012)                                     | Underworld : Blood Wars (février 2017)                                          |

## Six films
| Franchises                                                          | Premier film                                                               | Deuxième film                                                    | Troisième film                                                    | Quatrième film                                                 | Cinquième film                                                         | Sixième film                                                           |
| ------------------------------------------------------------------- | -------------------------------------------------------------------------- | ---------------------------------------------------------------- | ----------------------------------------------------------------- | -------------------------------------------------------------- | ---------------------------------------------------------------------- | ---------------------------------------------------------------------- |
| Destination finale Horreur                                          | Destination finale (juillet 2000)                                          | Destination finale 2 (avril 2003)                                | Destination finale 3 (mars 2006)                                  | Destination finale 4* (août 2009)                              | Destination finale 5 (août 2011)                                       | Destination finale : Bloodlines (mai 2025)                             |
| Karaté Kid Arts martiaux, Drame                                     | Karaté Kid (Septembre 1984)                                                | Karaté Kid 2 (août 1986)                                         | Karaté Kid 3 (Juillet 1989)                                       | Miss Karaté Kid (août 1994)                                    | Karaté Kid (août 2010)                                                 | Karate Kid: Legends (Août 2025)                                        |
| Massacre à la tronçonneuse Horreur                                  | Massacre à la tronçonneuse (mai 1982)                                      | Massacre à la tronçonneuse 2 (janvier 1987)                      | Massacre à la tronçonneuse 3 : Leatherface (mai 1991)             | Massacre à la tronçonneuse remake (janvier 2004)               | Massacre à la tronçonneuse : Le Commencement préquelle (février 2007)  | Texas Chainsaw 3D (juillet 2013)                                       |
| Moi, moche et méchant Animation                                     | Moi, moche et méchant *** (août 2010)                                      | Moi, moche et méchant 2 **** (juin 2013)                         | Les Minions spin-off ****** (juillet 2015)                        | Moi, moche et méchant 3 ***** (juillet 2017)                   | Les Minions 2: Il était une fois Gru spin-off *** (juillet 2022)       | Moi, moche et méchant 4 ***** (juillet 2024)                           |
| Paranormal Activity Horreur                                         | Paranormal Activity * (décembre 2009)                                      | Paranormal Activity 2 (octobre 2010)                             | Paranormal Activity 3 (octobre 2011)                              | Paranormal Activity 4 (octobre 2012)                           | Paranormal Activity : The Marked Ones spin-off (janvier 2014)          | Paranormal Activity 5 : Ghost Dimension (octobre 2015)                 |
| Predator Science-Fiction                                            | Predator (août 1987)                                                       | Predator 2 (avril 1991)                                          | Alien vs. Predator crossover (octobre 2004)                       | Aliens vs. Predator : Requiem crossover (janvier 2008)         | Predators (juillet 2010)                                               | The Predator (octobre 2018)                                            |
| Shrek Animation                                                     | Shrek **** (juillet 2001)                                                  | Shrek 2 ******* (juin 2004)                                      | Shrek le troisième ***** (juin 2007)                              | Shrek 4 : Il était une fin **** (juin 2010)                    | Le Chat potté spin-off *** (novembre 2011)                             | Le Chat Potté 2 : La Dernière Quête spin-off ** (décembre 2022)        |
| Scream Horreur                                                      | Scream ** (juillet 1997)                                                   | Scream 2 ** (juillet 1998)                                       | Scream 3 ** (avril 2000)                                          | Scream 4 * (avril 2011)                                        | Scream (janvier 2022)                                                  | Scream 6 * (mars 2023)                                                 |
| Taxi Comédie                                                        | Taxi ****** (avril 1998)                                                   | Taxi 2 ********** (mars 2000)                                    | Taxi 3 ****** (janvier 2003)                                      | New York Taxi remake (août 2005)                               | Taxi 4 **** (février 2007)                                             | Taxi 5 **** (avril 2018)                                               |
| Terminator Science-Fiction                                          | Terminator *** (avril 1985)                                                | Terminator 2 : Le Jugement dernier ****** (octobre 1991)         | Terminator 3 : Le Soulèvement des machines *** (août 2003)        | Terminator : Renaissance * (juin 2009)                         | Terminator Genisys * (juillet 2015)                                    | Terminator : Dark Fate (octobre 2019)                                  |
| Terre du milieu Fantastique 5e franchise la plus rentable du cinéma | Le Seigneur des anneaux : La Communauté de l'anneau ****** (décembre 2001) | Le Seigneur des anneaux : Les Deux Tours ******* (décembre 2002) | Le Seigneur des anneaux : Le Retour du roi ****** (décembre 2003) | Le Hobbit : Un voyage inattendu préquelle **** (décembre 2012) | Le Hobbit : La Désolation de Smaug préquelle **** (décembre 2013)      | Le Hobbit : La Bataille des Cinq Armées préquelle **** (décembre 2014) |
| Winnie l'ourson Animation                                           | Les Aventures de Winnie l'ourson (juin 1977)                               | Les Aventures de Tigrou (octobre 2000)                           | Les Aventures de Porcinet (octobre 2003)                          | Winnie l'ourson et l'Éfélant (avril 2005)                      | Winnie l'ourson : Bienvenue dans la forêt des rêves bleus (avril 2011) | Jean-Christophe et Winnie (octobre 2018)                               |

## Sept films
| Franchises                    | Premier film                        | Deuxième film                                                 | Troisième film                                            | Quatrième film                                         | Cinquième film                                 | Sixième film                                      | Septième film                                                   |
| ----------------------------- | ----------------------------------- | ------------------------------------------------------------- | --------------------------------------------------------- | ------------------------------------------------------ | ---------------------------------------------- | ------------------------------------------------- | --------------------------------------------------------------- |
| Jurassic Park Science-Fiction | Jurassic Park ***** (juin 1993)     | Le Monde perdu : Jurassic Park **** (mai 1997)                | Jurassic Park 3 ** (juillet 2001)                         | Jurassic World ***** (juin 2015)                       | Jurassic World: Fallen Kingdom *** (juin 2018) | Jurassic World : Le Monde d'après *** (juin 2022) | Jurassic World : Renaissance *** (juillet 2025)                 |
| Les Tortues Ninja Fantastique | Les Tortues Ninja * (décembre 1990) | Les Tortues Ninja 2 : Les héros sont de retour (juillet 1991) | Les Tortues Ninja 3 (juillet 1993)                        | Les Tortues Ninja : TMNT (avril 2007)                  | Ninja Turtles reboot * (octobre 2014)          | Ninja Turtles 2 (juin 2016)                       | Ninja Turtles : Teenage Years (août 2023)                       |
| Resident Evil Action          | Resident Evil * (avril 2002)        | Resident Evil : Apocalypse (octobre 2004)                     | Resident Evil : Extinction (octobre 2007)                 | Resident Evil : Afterlife (septembre 2010)             | Resident Evil : Retribution (septembre 2012)   | Resident Evil : Chapitre final (janvier 2017)     | Resident Evil : Bienvenue à Raccoon City reboot (novembre 2021) |
| Superman Fantastique          | Superman ** (janvier 1979)          | Superman 2 : L'Aventure continue ** (décembre 1980)           | Superman 3 * (août 1983)                                  | Superman 4 : Le face-à-face (octobre 1987)             | Superman : Returns * (juillet 2006)            | Man of Steel reboot ** (juin 2013)                | Batman v Superman : L'Aube de la justice ** (mars 2016)         |
| Transformers Science-Fiction  | Transformers * (juillet 2007)       | Transformers 2 : La Revanche ** (juin 2009)                   | Transformers 3 : La Face cachée de la Lune ** (juin 2011) | Transformers : L'Âge de l'extinction ** (juillet 2014) | Transformers : The Last Knight * (juin 2017)   | Bumblebee spin-off * (décembre 2018)              | Transformer : Rise of the beasts * (juin 2023)                  |

## Huit films
| Franchises                | Premier film                           | Deuxième film                            | Troisième film                    | Quatrième film                                            | Cinquième film                                   | Sixième film                                | Septième film                                         | Huitième film                                           |
| ------------------------- | -------------------------------------- | ---------------------------------------- | --------------------------------- | --------------------------------------------------------- | ------------------------------------------------ | ------------------------------------------- | ----------------------------------------------------- | ------------------------------------------------------- |
| King Kong Fantastique     | King Kong (septembre 1933)             | La Revanche de King Kong (novembre 1968) | Le Fils de Kong (octobre 1970)    | King Kong contre Godzilla (juillet 1976)                  | King Kong reboot **** (novembre 1976)            | King Kong 2 (avril 1987)                    | King Kong remake *** (décembre 2005)                  | Kong: Skull Island reboot * (mars 2017)                 |
| Mission impossible Action | Mission impossible **** (octobre 1996) | Mission impossible 2 **** (juillet 2000) | Mission impossible 3 * (mai 2006) | Mission impossible : Protocole Fantôme ** (décembre 2011) | Mission impossible : Rogue Nation ** (août 2015) | Mission impossible : Fallout ** (août 2018) | Mission impossible : Dead Reckoning ** (juillet 2023) | Mission: Impossible - The Final Reckoning ** (mai 2025) |

## Neuf films
| Franchises            | Premier film                                     | Deuxième film                        | Troisième film                                | Quatrième film                                 | Cinquième film                              | Sixième film                                           | Septième film                                                | Huitième film                                                  | Neuvième film                                                |
| --------------------- | ------------------------------------------------ | ------------------------------------ | --------------------------------------------- | ---------------------------------------------- | ------------------------------------------- | ------------------------------------------------------ | ------------------------------------------------------------ | -------------------------------------------------------------- | ------------------------------------------------------------ |
| Alien Science-Fiction | Alien : Le Huitième passager ** (septembre 1979) | Aliens : Le Retour * (octobre 1986)  | Alien 3 * (août 1992)                         | Alien : La Résurrection ** (novembre 1997)     | Alien vs. Predator crossover (octobre 2004) | Aliens vs. Predator : Requiem crossover (janvier 2008) | Prometheus préquelle * (mai 2012)                            | Alien : Covenant préquelle * (mai 2017)                        | Alien : Romulus autre * (août 2024)                          |
| Batman Fantastique    | Batman ** (septembre 1989)                       | Batman : Le Défi * (juillet 1992)    | Batman : Forever * (juillet 1995)             | Batman et Robin * (juillet 1997)               | Batman Begins reboot * (octobre 2005)       | The Dark Knight *** (août 2008)                        | The Dark Knight Rises **** (juillet 2012)                    | Batman v Superman : L'Aube de la justice reboot ** (mars 2016) | The Batman reboot *** (mars 2022)                            |
| Conjuring Horreur     | Conjuring : Les Dossiers Warren * (août 2013)    | Annabelle * (octobre 2014)           | Conjuring 2 : Le Cas Enfield * (juin 2016)    | Annabelle 2 : La Création du mal * (août 2017) | La Nonne * (septembre 2018)                 | La Malédiction de la dame blanche (avril 2019)         | Annabelle 3 : La Maison du mal (juillet 2019)                | Conjuring 3 : Sous l'emprise du Diable * (juin 2021)           | La Nonne : La Malédiction de Sainte-Lucie * (septembre 2023) |
| Freddy Horreur        | Freddy : Les Griffes de la nuit (mars 1985)      | La Revanche de Freddy (février 1986) | Freddy : Les Griffes du cauchemar (juin 1987) | Le Cauchemar de Freddy (janvier 1989)          | Freddy : L'Enfant du cauchemar (août 1990)  | La Fin de Freddy : L'Ultime Cauchemar (janvier 1992)   | Freddy : Sort de la nuit (mai 1995)                          | Freddy contre Jason crossover (octobre 2003)                   | Freddy : Les Griffes de la nuit reboot (mai 2010)            |
| Rocky Drame           | Rocky (mars 1977)                                | Rocky 2 : La Revanche (février 1980) | Rocky 3 : L'Œil du tigre *** (janvier 1983)   | Rocky 4 **** (janvier 1986)                    | Rocky 5 * (décembre 1990)                   | Rocky : Rocky Balboa * (janvier 2007)                  | Creed : L'Héritage de Rocky Balboa spin-off * (janvier 2016) | Creed 2 * (janvier 2019)                                       | Creed 3 ** (mars 2023)                                       |

## Dix films et plus
| Franchises                                                                        | Films |
| --------------------------------------------------------------------------------- | --- |
| Astérix Animation                                                                 | Dix films : Astérix le Gaulois ** (décembre 1967), Astérix et Cléopâtre * (décembre 1968), Les Douze Travaux d'Astérix ** (octobre 1976), Astérix et la Surprise de César * (décembre 1985), Astérix chez les Bretons * (décembre 1986), Astérix et le Coup du menhir * (octobre 1989), Astérix et les Indiens * (avril 1995), Astérix et les Vikings * (avril 2006), Astérix : Le Domaine des dieux ** (novembre 2014) et Astérix : Le Secret de la potion magique *** (décembre 2018). |
| La Planète des singes Science-Fiction                                             | Dix films : La Planète des singes * (avril 1968), Le Secret de la planète des singes * (juin 1970), Les Évadés de la planète des singes * (août 1971), La Conquête de la planète des singes * (août 1972), La Bataille de la planète des singes * (août 1973), La Planète des singes *** (août 2001), La Planète des singes : Les Origines *** (août 2011), La Planète des singes : L'Affrontement *** (juillet 2014), La Planètes des singes : Suprématie ** (août 2017) et La Planète des singes : Le Nouveau Royaume * (Mai 2024). |
| Saw Horreur                                                                       | Dix films : Saw (mars 2005), Saw 2 (décembre 2005), Saw 3 (novembre 2006), Saw 4 (novembre 2007), Saw 5 (novembre 2008), Saw 6 (novembre 2009), Saw 3D : Chapitre final (novembre 2010), Jigsaw (novembre 2017), Spirale : L'Héritage de Saw spin-off (juillet 2021) et Saw X (octobre 2023). |
| Spider-Man Fantastique 10e franchise la plus rentable du cinéma                   | Dix films : Spider-Man ****** (juin 2002), Spider-Man 2 ***** (juillet 2004), Spider-Man 3 ****** (mai 2007), The Amazing Spider-Man reboot ** (juillet 2012), The Amazing Spider-Man : Le Destin d'un héros ** (mai 2014), Spider-Man: Homecoming reboot ** (juillet 2017), Spider-Man: New Generation reboot (décembre 2018), Spider-Man: Far From Home *** (juillet 2019), Spider-Man: No Way Home ******* (décembre 2021) et Spider-Man: Across the Spider-Verse * (mai 2023). |
| Fast and Furious Action 7e franchise la plus rentable du cinéma                   | Onze films : Fast and Furious * (septembre 2001), 2 Fast 2 Furious * (juin 2003), Fast and Furious: Tokyo Drift ** (juillet 2006), Fast and Furious 4 * (avril 2009), Fast and Furious 5 ** (mai 2011), Fast and Furious 6 ** (mai 2013), Fast and Furious 7 **** (août 2015), Fast and Furious 8 *** (avril 2017), Fast and Furious: Hobbs and Shaw spin-off ** (août 2019), Fast and Furious 9 ** (juillet 2021) et Fast and Furious 10 ** (mai 2023). |
| Halloween Horreur                                                                 | Onze films : Halloween : La Nuit des masques (mars 1979), Halloween 2 (juin 1982), Halloween 3 : Le Sang du sorcier (mars 1983), Halloween 4 : Le Retour de Michael Myers (mai 1990), Halloween 5 : La Revanche de Michael Myers (novembre 1990), Halloween, 20 ans après (décembre 1998), Halloween: Resurrection (octobre 2002), Halloween reboot (octobre 2007), Halloween reboot (octobre 2018), Halloween Kills (octobre 2021) et Halloween Ends (octobre 2022). |
| Monde des sorciers Fantastique 3e franchise la plus rentable du cinéma            | Onze films : Harry Potter à l'école des sorciers ********* (décembre 2001), Harry Potter et la Chambre des secrets ********* (décembre 2002), Harry Potter et le Prisonnier d'Azkaban ******* (juin 2004), Harry Potter et la Coupe de feu ******* (novembre 2005), Harry Potter et l'Ordre du Phénix ****** (juillet 2007), Harry Potter et le Prince de sang-mêlé ****** (juillet 2009), Harry Potter et les Reliques de la Mort 1/2 ***** (novembre 2010), Harry Potter et les Reliques de la Mort 2/2 ***** (juillet 2011), Les Animaux fantastiques *** (novembre 2016), Les Animaux fantastiques : Les Crimes de Grindelwald *** (novembre 2018) et Les Animaux fantastiques : Les Secrets de Dumbledore ** (avril 2022). |
| Star Wars Science-Fiction 2e franchise la plus rentable du cinéma                 | Onze films : Star Wars, épisode IV : Un nouvel espoir ****** (octobre 1977), Star Wars, épisode V : L'Empire contre-attaque **** (août 1980), Star Wars, épisode VI : Le Retour du Jedi **** (octobre 1983), Star Wars, épisode I : La Menace fantôme ******* (octobre 1999), Star Wars, épisode II : L'Attaque des clones ***** (mai 2002), Star Wars, épisode III : La Revanche des Sith ******* (mai 2005), Star Wars, épisode VII : Le Réveil de la Force ********** (décembre 2015), Rogue One **** (décembre 2016), Star Wars, épisode VIII : Les Derniers Jedi ******* (décembre 2017), Solo * (mai 2018) et Star Wars, épisode IX : L'Ascension de Skywalker ***** (décembre 2019). |
| Vendredi 13 Horreur                                                               | Onze films : Vendredi 13 (février 1981), Le Tueur du vendredi (janvier 1982), Vendredi 13 : Meurtres en trois dimensions (février 1983), Vendredi 13 : Chapitre final (juillet 1984), Vendredi 13 5 : Une nouvelle terreur (juillet 1985), Vendredi 13 6 : Jason le mort-vivant (janvier 1986), Vendredi 13 : Un nouveau défi (juillet 1988), Jason va en enfer (août 1994), Jason X (juin 2002), Freddy contre Jason crossover (octobre 2003) et Vendredi 13 reboot (février 2009). |
| Star Trek Science-Fiction                                                         | Douze films : Star Trek : Le film (mars 1980), Star Trek 2 : La Colère de Khan (octobre 1982), Star Trek 3 : À la recherche de Spock (février 1985), Star Trek 4 : Retour sur Terre (février 1988), Star Trek 6 : Terre inconnue (juillet 1992), Star Trek : Générations (février 1995), Star Trek : Premier Contact (février 1997), Star Trek : Insurrection (février 1999), Star Trek : Nemesis (mars 2003), Star Trek reboot (mai 2009), Star Trek Into Darkness (juin 2013) et Star Trek : Sans limites (août 2016). |
| X-Men Fantastique 6e franchise la plus rentable du cinéma                         | Treize films : X-Men * (août 2000), X-Men 2 ** (avril 2003), X-Men : L'Affrontement final ** (mai 2006), X-Men : Origins Wolverine spin-off * (avril 2009), X-Men : Le Commencement préquelle ** (juin 2011), Wolverine : Le Combat de l'immortel spin-off * (juillet 2013), X-Men: Days of Future Past préquelle *** (mai 2014), Deadpool spin-off *** (février 2016), X-Men: Apocalypse préquelle ** (mai 2016), Logan spin-off ** (mars 2017), Deadpool 2 spin-off ** (mai 2018), X-Men: Dark Phoenix préquelle * (juin 2019) et Les Nouveaux Mutants spin-off (août 2020). |
| Univers cinématographique DC Fantastique 9e franchise la plus rentable du cinéma  | Quatorze films : Man of Steel ** (juin 2013), Batman v Superman : L'Aube de la justice ** (mars 2016), Suicide Squad ** (août 2016), Wonder Woman ** (juin 2017), Justice League * (novembre 2017), Aquaman *** (décembre 2018), Shazam! * (avril 2019), Birds of Prey * (février 2020), The Suicide Squad (juillet 2021), Black Adam ** (octobre 2022), Shazam! La Rage des Dieux (mars 2023), The Flash (juin 2023), Blue Beetle (août 2023) et Aquaman et le Royaume perdu (décembre 2023) |
| Godzilla Action                                                                   | Seize films : Godzilla (janvier 1957), Le Retour de Godzilla (novembre 1957), Invasion Planète X (décembre 1966), Les envahisseurs attaquent (octobre 1970), Objectif Terre, mission apocalypse (juillet 1973), King Kong contre Godzilla (juillet 1976), Godzilla 1980 (octobre 1976), Godzilla contre Mecanik Monster (avril 1977), Les Monstres du continent perdu (juillet 1977), La Planète des monstres (janvier 1978), Ebirah contre Godzilla (juin 1980), Mothra contre Godzilla (janvier 1995), Godzilla ** (septembre 1998), Godzilla: Final Wars (août 2005), Godzilla reboot * (mai 2014) et Godzilla 2 : Roi des monstres (mai 2019). |
| James Bond Action 4e franchise la plus rentable du cinéma                         | Vingt-cinq films : James Bond 007 contre Dr No **** (janvier 1963), Bons Baisers de Russie *****(juillet 1964), Goldfinger ****** (février 1965), Opération Tonnerre ***** (décembre 1965), On ne vit que deux fois **** (octobre 1967), Au service secret de Sa Majesté * (décembre 1969), Les diamants sont éternels ** (décembre 1971), Vivre et laisser mourir *** (décembre 1973), L'Homme au pistolet d'or ** (décembre 1974), L'Espion qui m'aimait *** (octobre 1977), Moonraker *** (juillet 1979), Rien que pour vos yeux *** (août 1981), Octopussy ** (juin 1983), Dangereusement vôtre ** (septembre 1985), Tuer n'est pas jouer * (septembre 1987), Permis de tuer ** (août 1989), GoldenEye ** (décembre 1995), Demain ne meurt jamais *** (décembre 1997), Le monde ne suffit pas *** (décembre 1999), Meurs un autre jour **** (novembre 2002), Casino Royale *** (novembre 2006), Quantum of Solace *** (octobre 2008), Skyfall ****** (octobre 2012), Spectre **** (novembre 2015) et Mourir peut attendre **** (octobre 2021). |
| Univers cinématographique Marvel Fantastique Franchise la plus rentable du cinéma | Trente-huit films : Iron Man ** (avril 2008), L'Incroyable Hulk * (juillet 2008), Iron Man 2 ** (avril 2010), Thor * (avril 2011), Captain America : First Avenger * (août 2011), Avengers **** (avril 2012), Iron Man 3 **** (avril 2013), Thor : Le Monde des ténèbres ** (octobre 2013), Captain America : Le Soldat de l'hiver * (mars 2014), Les Gardiens de la Galaxie ** (août 2014), Avengers : L'Ère d'Ultron **** (avril 2015), Ant-Man * (juillet 2015), Captain America: Civil War ** (avril 2016), Doctor Strange * (novembre 2016), Les Gardiens de la Galaxie 2 *** (avril 2017), Spider-Man: Homecoming ** (juillet 2017), Thor : Ragnarok ** (octobre 2017), Black Panther *** (février 2018), Avengers: Infinity War ***** (avril 2018), Ant-Man et la Guêpe * (juillet 2018), Captain Marvel *** (mars 2019), Avengers: Endgame ****** (avril 2019), Spider-Man: Far From Home *** (juillet 2019), Black Widow * (juillet 2021), Shang-Chi et la Légende des Dix Anneaux * (septembre 2021), Les Éternels * (novembre 2021), Spider-Man: No Way Home ******* (décembre 2021), Doctor Strange in the Multiverse of Madness *** (mai 2022), Thor: Love and Thunder ** (juillet 2022), Black Panther: Wakanda Forever *** (novembre 2022), Ant-Man et la Guêpe : Quantumania * (février 2023), Les Gardiens de la Galaxie 3 *** (mai 2023), The Marvels (novembre 2023), Deadpool et Wolverine *** (juillet 2024), Captain America: Brave New World *** (février 2025), Thunderbolts* * (avril 2025), Les Quatre Fantastiques : Premiers pas * (Juillet 2025). |